# Schloss Heidersdorf

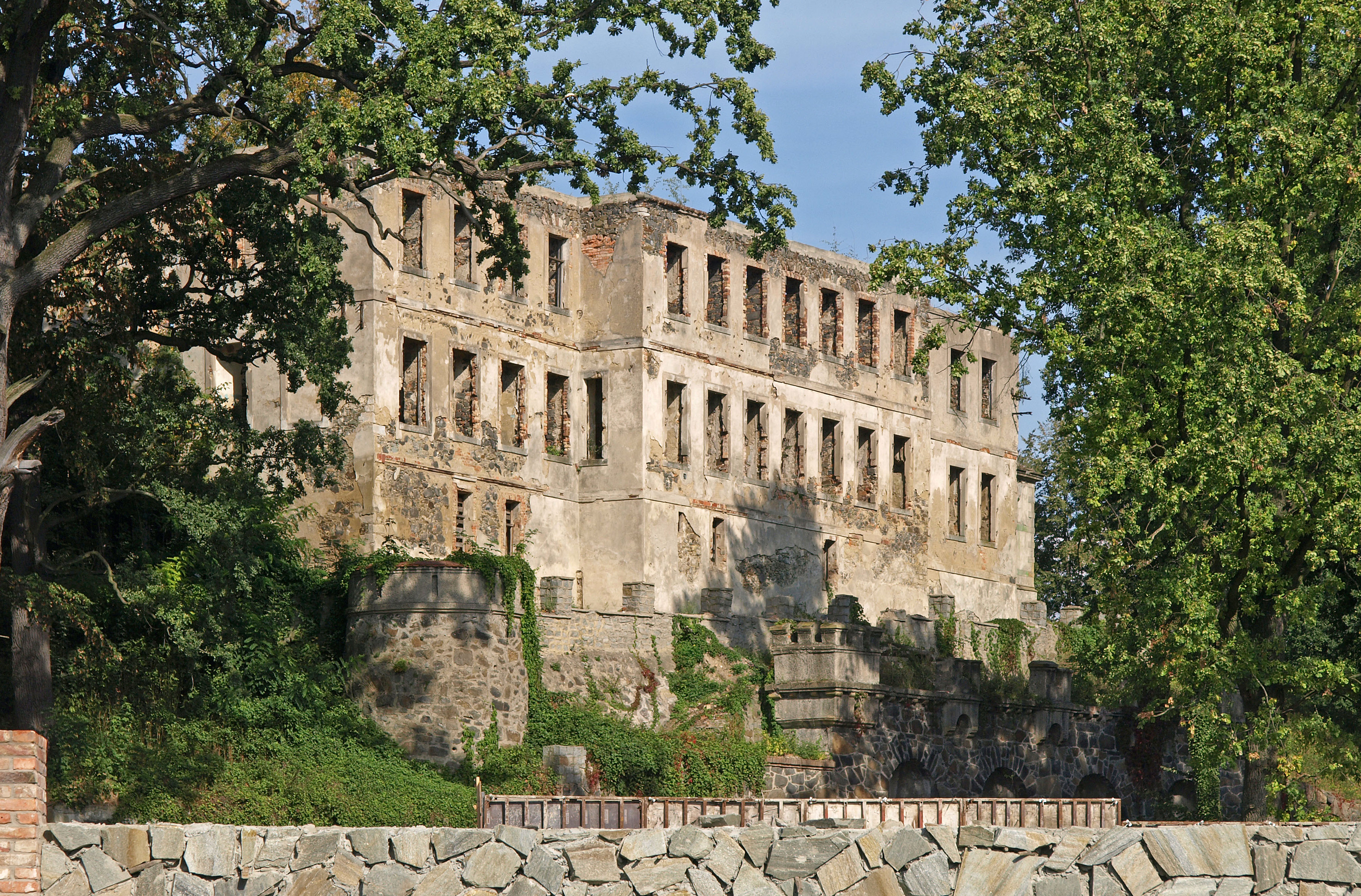
Schlossruine Heidersdorf

Schloss Heidersdorf (polnisch Pałac we Włosieniu Dolnym) ist ein ruinöses Schloss in Włosień (deutsch Heidersdorf). Es gehört zur Landgemeinde Platerówka (Ober Linda) im Powiat Lubański der Woiwodschaft Niederschlesien in Polen.

## Geschichte
Im Ort Nieder Heidersdorf bestand ursprünglich ein einziger Rittersitz, der bis 1455 dem Adelsgeschlecht von Gersdorf gehörte. Später bestanden drei Rittersitze. Das heute als Ruine erhaltene Schloss wurde zwischen 1715 und 1720 im Auftrag von Hans Gottlob von Gablenz erbaut und im 19. Jahrhundert grundlegend umgebaut. Im Jahr 1887 wurde das Schloss nach Plänen von Hülsenbeck umgestaltet. Dabei wurde das Schloss im altdeutsche Stil überformt, mit hölzernen Giebelbauten, Dachreitern, und Türmchen. An der Vorderseite wurden zwei Vorderbauten angelegt.
In den Jahren 1931 bis 1945 gehörte das Gut Maximilian von Sponeck. Während dieser Zeit blühte das soziale Leben im Schloss, und unter anderem der britische Militärattache Brown war hier zu Gast.